# Soarta unui om
Soarta unui om (în rusă Судьба человека, transliterat: Sudba celoveka), lansat și sub numele Destinul unui om, este o adaptare cinematografică sovietică din 1959 a povestirii cu același nume a lui Mihail Șolohov și, de asemenea, reprezintă debutul regizoral al lui Serghei Bondarciuk. În anul lansării, a câștigat Marele Premiu la Primul Festival Internațional de Film de la Moscova.

## Rezumat
Odată cu începutul Marelui Război Patriotic, șoferul Andrei Sokolov trebuie să se despartă de familia sa. În mai 1942 este luat prizonier de către germani. Sokolov îndură iadul unui lagăr de concentrare nazist, dar datorită curajului său evită execuția și, în cele din urmă, scapă din captivitate. 
Într-o scurtă vacanță acasă la Voronej, el află că soția și ambele fiice au murit în timpul bombardării orașului de către avioane germane. Dintre cei apropiați, a supraviețuit doar fiul său, care a devenit ofițer. În ultima zi de război, de 9 mai, Andrei află că fiul său a murit.
După război, singuraticul Sokolov lucrează ca șofer de camion departe de locurile sale natale - în Uriupinsk (regiunea Stalingrad). Acolo îl întâlnește pe un băiețel, Vania, care a rămas orfan: mama băiatului a murit în timpul bombardamentului, iar tatăl său a fost dat dispărut în timpul războiului. Sokolov îi spune băiatului că este tatăl lui, iar acest lucru îi dă băiatului (și lui însuși) o speranță pentru o nouă viață.

## Distribuție
- Serghei Bondarciuk - Andrei Sokolov
- Pavel Boriskin - Vanya
- Zinaida Kirienko - Irina, soția lui Sokolov
- Pavel Volkov - Ivan Timofeevici, vecinul lui Sokolov
- Iuri Averin - Müller
- Kirill Alekseiev - maior german
- Pavel Vinnik - colonel sovietic
- Lev Borisov - soldat din pluton
- Georgi Milliar - soldat german beat
- Evgheni Morgunov - soldat german gras (necreditat)

## Filmări
Imaginile filmului sunt pline de peisaje ale regiunii Don, aici se pot vedea și ruinele Rotondei și ale Castelului Königsberg, iar episodul în care prizonierii de război sovietici sunt duși la templu a fost filmat în Biserica Sfânta Bobotează din satul Ternovoie, raionul Semilukski.

## Lansare
A fost lansat în anul 1959 și a avut parte de mare succes comercial, fiind vizionat de 39,2 milioane de spectatori în cinematografele din Uniunea Sovietică.

## Primire
A fost considerat cel mai bun film al anului 1959 conform unui sondajul realizat de revista Sovetski ekran.
În anul lansării, a câștigat Marele Premiu la Primul Festival Internațional de Film de la Moscova.